# Eupithecia sordidata
Eupithecia sordidata är en fjärilsart som beskrevs av Alfred Ernest Wileman 1911. Eupithecia sordidata ingår i släktet Eupithecia och familjen mätare. Inga underarter finns listade i Catalogue of Life.